# Bastet
Bastet je boginja iz staroegipčanske mitologije, zaščitnica pokrajine Bubastis, ki je bila hči sončnega boga in je predstavljala moč, ki jo daje sonce, da dozorijo posevki. Kot boginja zadovoljstva je postala eno najbolj priljubljenih egiptovskih božanstev. Pri njenem templju v Bubastisu so na veliko praznovali.
Mačke so častili kot živali, posvečene boginji. Kazen za umor mačke je bila smrtna kazen.

## Bastet kot mačka
Bast, v kasnejših zapisih Bastet, različica imena Bast z dodatno pripono, ki je bila verjetno dodana zaradi naglašene izgovarjave. Razlaga njenega imena je žena posode z mazilom, zato je Bastet postopno postala tudi boginja dišav in dobila vzdevek »zaščitnice vonjav«. Istočasno ko je Anubis postal bog balzamiranja, so imeli Bastet kot boginjo mazil za njegovo ženo, dokler niso leta pozneje začeli verovati, da je Bastet Anubisova mati, ko je Anubis postal Nefretetin sin.
Označitev boginja dišav ter vojne izgube Spodnjega Egipta proti Zgornjemu Egiptu so zmanjšale razlage, da je Bastet besna in divja boginja. Zato je do Srednjega kraljestva prikazovana kot domača mačka namesto divja levinja. Občasno je prikazana, kako drži masko levinje, kar nakazuje njeno prikrito divjo naravo. Ker se domače mačke obnašajo zaščitniško in nežno do svojih potomcev, so Bastet imeli za dobro mater in jo pogosto prikazovali v družbi množice mačk. Zaradi ogromne škode, ki so jo povzročale miši in podgane zalogam hrane, in njihove sposobnosti, da ubijejo kače, posebej kobre, so mačke v Egiptu imeli za vzvišene in so jim včasih dajali nakit ali jesti z istega krožnika, kot je jedel njihov gospodar. Ko je Bastet postala glavna boginja in zaščitnica mačk, so v tempelj Per-Basta nosili mrtve (in mumificirane) mačke zaradi pokopa. Med izkopavanji Bastetinega templja so jih našli več kot 300.000. Egipčani so verjeli, da mora družina truplo mačke, ko pogine, postaviti zunaj hiše, da bi jo lahko ustrezno častili. Bastet so kot mačjo ali levjo vojno boginjo in zaščitnico zemlje, ko je v Novem kraljestvu divji levji bog Nubije Mahes postal delo egipčanske mitologije, v Spodnjem kraljestvu imeli za njegovo mater. V Zgornjem kraljestvu pa so imeli vojno levjo boginjo Sekmet za njegovo mater.

## Povezovanje z drugimi božanstvi
Kot vzvišena mati in zaščitnica Spodnjega Egipta je postala povezana z Vadžet, tudi zaščitnico Spodnjega Egipta, kasneje je postala Vadžet - Bast, kar je podobno paru v Zgornjem Egiptu, kjer sta skupaj Nekbet in Sekmet. Naposled so jo zaradi položaja zaščitnice Spodnjega Egipta enačili z boginjo Mut, katere kult je nastal ob Amonu, ter je kasneje postal kult Mut - Vadžet - Bast. Kmalu zatem se je Mut poistovetila s parom Sekmet - Nekbet. Tako spajanje identitet podobnih boginj je povzročalo precejšnjo zmedo. Grki so kasneje Bastet razlagali kot lunarno boginjo. Grki so jo med zasedbo včasih imenovali Ajluros (grško mačka) in jo poistovetili z grško boginjo Artemido, grško boginjo Lune. Grki so zaradi prilagoditve svoji kozmologiji imeli Bastet za Horusovo sestro, ki so jo poistovetili z Apolonom (Artemidinim bratom) ter nato s hčerko božanstev Ozirisa in Izide.